# ماك دري
أندري لويس هيكس (Andre Louis Hicks) و يعرف أكثر باسمه الفني ماك دري (Mac Dre) ولد في 5 يونيو 1970 وتوفي 1 نوفمبر 2004 .هو مغني راب ومنتج أمريكي.

## روابط خارجية
- ماك دري على موقع IMDb (الإنجليزية)
- ماك دري على موقع ميوزك برينز (الإنجليزية)
- ماك دري على موقع إن إن دي بي (الإنجليزية)
- ماك دري على موقع أول ميوزيك (الإنجليزية)
- ماك دري على موقع ديسكوغز (الإنجليزية)
- ماك دري على موقع ديسكوغز (الإنجليزية)
- ماك دري على موقع ديسكوغز (الإنجليزية)